# Église Saint-Denis de Nantouillet
L'église Saint-Denis est une église catholique située à Nantouillet, dans le département français de Seine-et-Marne, sur la commune de Nantouillet.

## Situation et accès
L'église se situe sur le croisement entre la Grande rue, axe principal et partie de la route départementale 404 et la rue de la Fontaine. Sa façade s'aligne sur les maisons de la rue.

## Historique
L'église a été construite pour le chancelier de France Antoine Duprat par le maître maçon Pierre Desisles vers le milieu du XVIe siècle (les marchés de construction concernant l'église datés de 1561 et 1564 sont conservés aux Archives Nationales).
L'église a été remaniée entre 1631 et 1648.
L'édifice est classé au titre des monuments historiques en 1999.

## Structure
Elle se compose de trois nefs, sans contreforts ni transept, et se termine par une abside polygonale.
Le portail de style Renaissance à fronton sculpté est attribué à l'école de Germain Pilon en raison de la date de la réalisation. Quatre colonnes à chapiteaux corinthiens supportent l'architrave. 
Son tympan aurait été sculpté par Pierre Bontemps en 1561. On peut y voir deux anges et deux femmes reliés par des guirlandes de fleurs et de fruits portant cinq écussons destinés à recevoir des armoiries.
Sur le bois des portes, on peut voir une représentation de Saint-Denis et des trèfles, symbole de la famille Duprat.

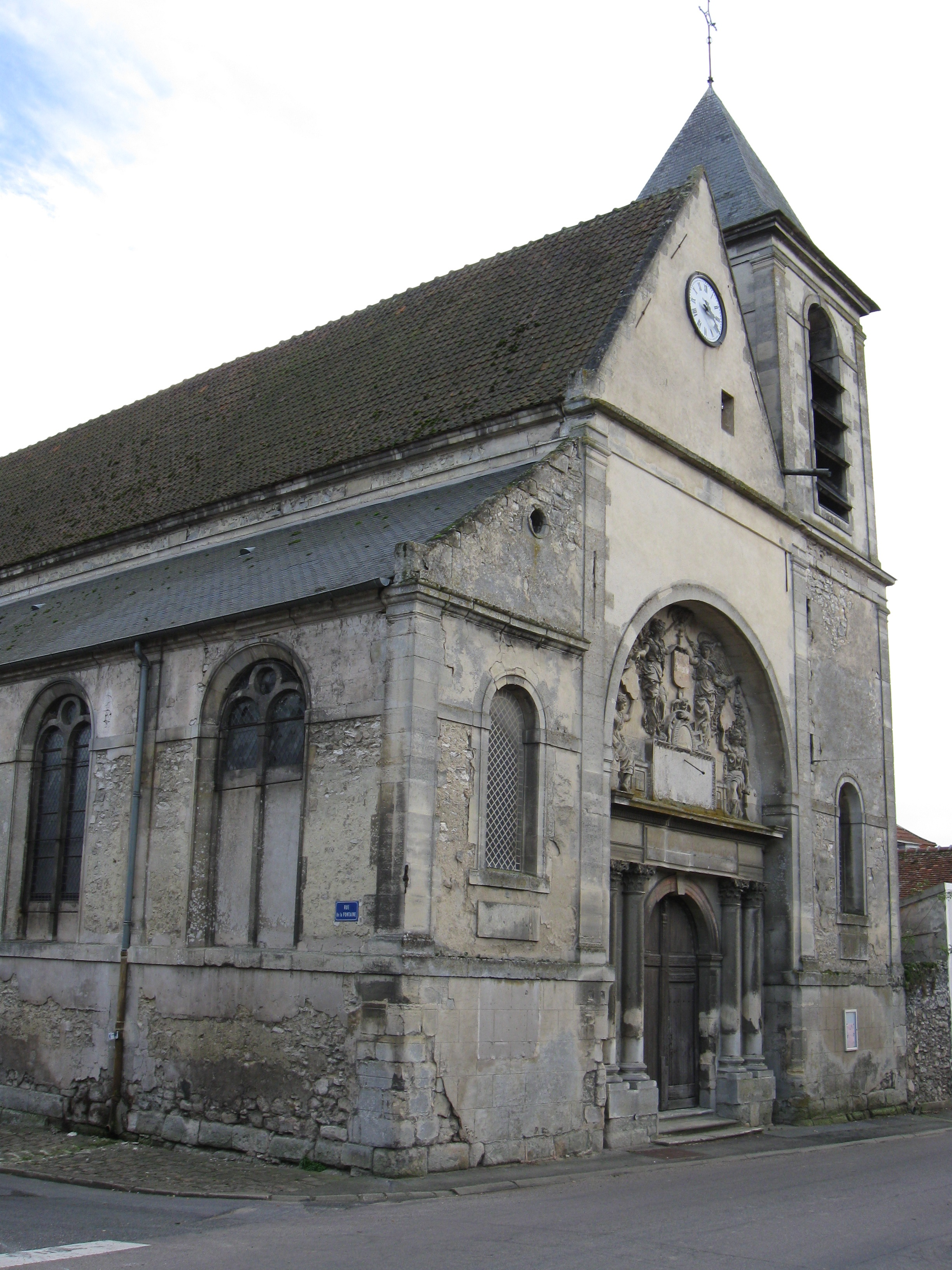
Façade avant vue depuis la Grande rue.
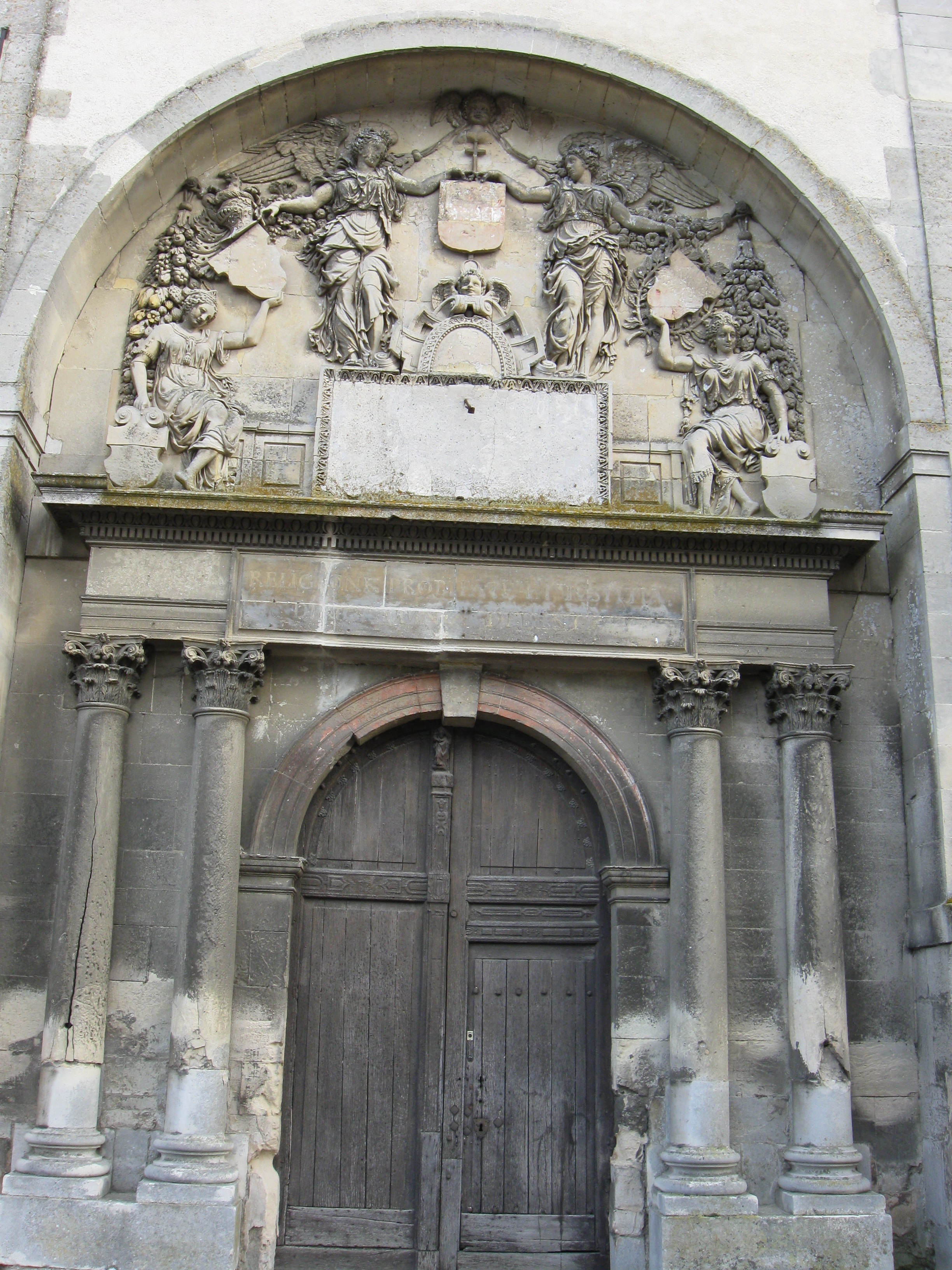
Portail de l'église.
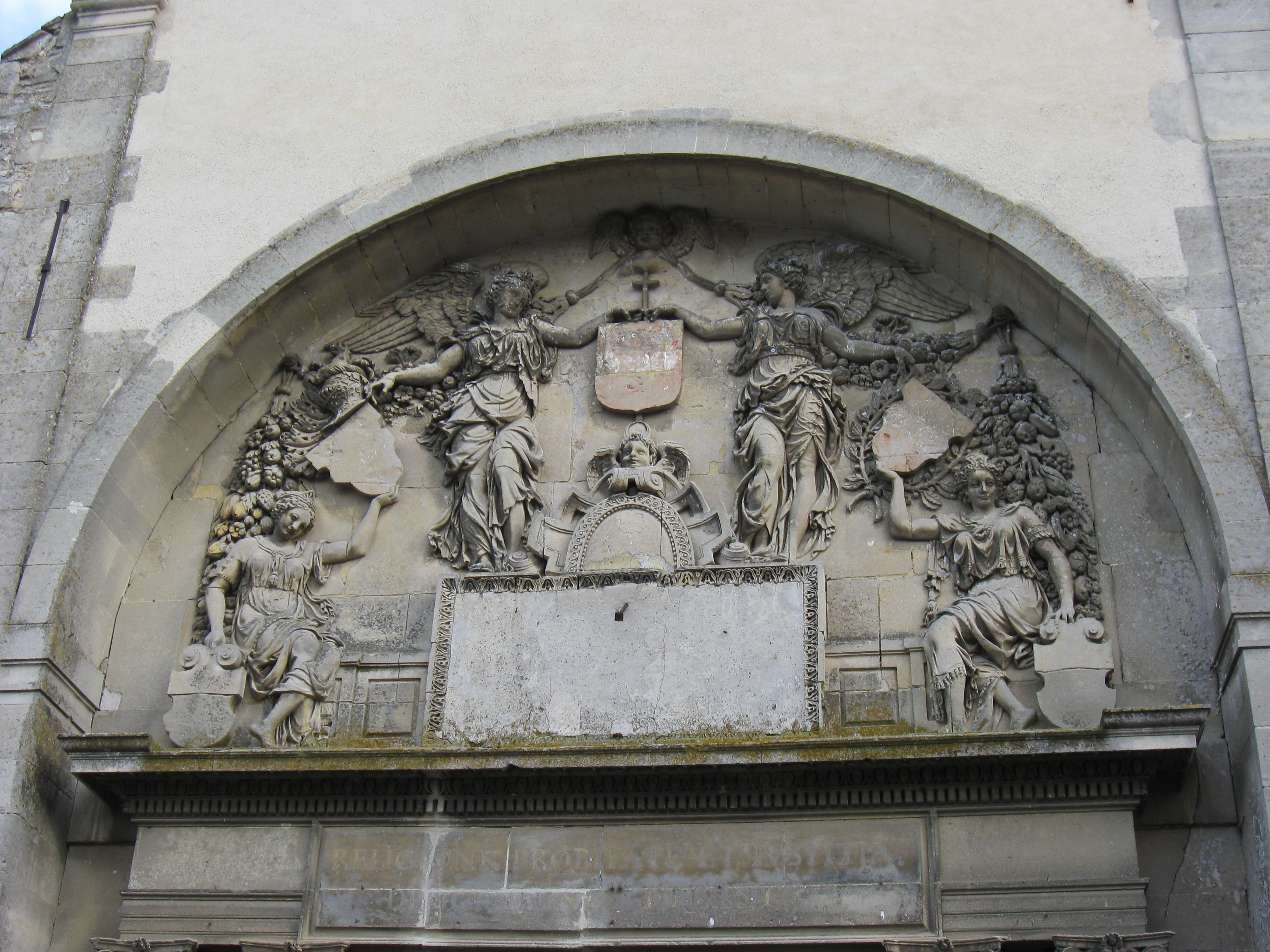
Tympan du portail de l'église.

## Mobilier
- Châsse de cuivre doré et émaillé du XIIe siècle, classée au titre d'objet[2], déplacée au musée de Meaux.
- Retable, bas-relief en pierre (la guérison de la fille d'une Cananéenne) et fresque (l'Annonciation), classé au titre d'objet[3].
- Tableau représentant Saint-Denis daté du XVIIe siècle.
- Chaire de bois sculpté décorée de peintures du XVIIe siècle.
- Fonts baptismaux du XVIIe siècle.